# 大相撲平成29年1月場所
大相撲平成29年1月場所(おおずもうへいせい29ねん1がつばしょ)は、2017年1月8日から1月22日まで両国国技館で開催された大相撲本場所。
幕内最高優勝は、大関・稀勢の里寛（14勝1敗・初）

## 場所前の話題など
番付発表は2016年（平成28年）12月26日。

## 番付・星取表
| 東       | 東        | 東     | 番付   | 西       | 西        | 西               |
| 四股名   | 成績      | 結果   | 番付   | 四股名   | 成績      | 結果             |
| -------- | --------- | ------ | ------ | -------- | --------- | ---------------- |
| 鶴竜     | 5勝6敗4休 |        | 横綱   | 日馬富士 | 4勝3敗8休 |                  |
| 白鵬     | 11勝4敗   |        | 横綱   |          |           |                  |
| 稀勢の里 | 14勝1敗   | 優勝   | 大関   | 豪栄道   | 8勝5敗2休 |                  |
| 照ノ富士 | 4勝11敗   |        | 大関   | 琴奨菊   | 5勝10敗   |                  |
| 玉鷲     | 9勝6敗    |        | 関脇   | 正代     | 7勝8敗    |                  |
| 髙安     | 11勝4敗   | 敢闘賞 | 小結   | 栃ノ心   | 0勝6敗9休 |                  |
| 宝富士   | 6勝9敗    |        | 前頭1  | 御嶽海   | 11勝4敗   | 技能賞           |
| 松鳳山   | 7勝8敗    |        | 前頭2  | 荒鷲     | 6勝9敗    |                  |
| 隠岐の海 | 4勝11敗   |        | 前頭3  | 勢       | 8勝7敗    |                  |
| 栃煌山   | 3勝12敗   |        | 前頭4  | 遠藤     | 7勝8敗    |                  |
| 豪風     | 10勝5敗   |        | 前頭5  | 嘉風     | 8勝7敗    |                  |
| 千代翔馬 | 7勝8敗    |        | 前頭6  | 琴勇輝   | 6勝9敗    |                  |
| 妙義龍   | 4勝11敗   |        | 前頭7  | 碧山     | 8勝7敗    |                  |
| 北勝富士 | 9勝6敗    |        | 前頭8  | 千代の国 | 9勝6敗    |                  |
| 魁聖     | 8勝7敗    |        | 前頭9  | 石浦     | 6勝9敗    |                  |
| 貴ノ岩   | 11勝4敗   | 殊勲賞 | 前頭10 | 蒼国来   | 12勝3敗   | 技能賞、優勝次点 |
| 輝       | 8勝7敗    |        | 前頭11 | 錦木     | 5勝10敗   |                  |
| 貴景勝   | 7勝8敗    |        | 前頭12 | 大翔丸   | 7勝8敗    |                  |
| 臥牙丸   | 5勝10敗   |        | 前頭13 | 逸ノ城   | 11勝4敗   |                  |
| 千代鳳   | 6勝9敗    |        | 前頭14 | 千代大龍 | 6勝9敗    |                  |
| 千代皇   | 7勝8敗    |        | 前頭15 | 佐田の海 | 8勝7敗    |                  |
| 大砂嵐   | 4勝11敗   |        | 前頭16 |          |           |                  |

## 優勝争い
先場所優勝の鶴竜と、日馬富士の2横綱が休場したこの場所は、初日から白鵬と稀勢の里の二人が7連勝で場所を引っ張る。しかし8日目、稀勢の里は隠岐の海を土俵際の逆転で破って全勝をキープしたものの、白鵬は初顔の荒鷲にまさかの不覚を取り1敗に後退。続く9日目は稀勢の里がカド番で2勝6敗と絶不調の琴奨菊に敗れて全勝が消えたものの、白鵬もその弟弟子である高安にあっさりと押し出され2敗に後退。この時点で2敗だった貴ノ岩、逸ノ城、蒼国来に並んだ。その後二人が白星を積み重ねたのに対し、蒼国来は12日目に、貴ノ岩と逸ノ城は13日目に3敗目を喫した。そして14日目、稀勢の里が逸ノ城を破ったことで3敗勢の優勝可能性が消滅。そしてその後の取り組みで白鵬がまたしても初顔の貴ノ岩に敗れ3敗となったことで、稀勢の里の初優勝が決定した。稀勢の里は千秋楽の白鵬戦でも土俵際のすくい投げで勝利し、優勝に花を添えた。

## 各段優勝 ・三賞
| タイトル     | タイトル     | 四股名     | 地位           | 成績    | 部屋         | 出身                           | 回数・備考                       |
| ------------ | ------------ | ---------- | -------------- | ------- | ------------ | ------------------------------ | -------------------------------- |
| 幕内最高優勝 | 幕内最高優勝 | 稀勢の里寛 | 東大関         | 14勝1敗 | 田子ノ浦部屋 | 茨城県牛久市                   | 初優勝                           |
| 三賞         | 殊勲賞       | 貴ノ岩義司 | 東前頭10枚目   | 11勝4敗 | 貴乃花部屋   | モンゴル国ウランバートル       | 初受賞                           |
| 三賞         | 敢闘賞       | 髙安晃     | 東小結         | 11勝4敗 | 田子ノ浦部屋 | 茨城県土浦市                   | 2場所ぶり4回目                   |
| 三賞         | 技能賞       | 御嶽海久司 | 西前頭筆頭     | 11勝4敗 | 出羽海部屋   | 長野県木曽郡上松町             | 初受賞                           |
| 三賞         | 技能賞       | 蒼国来栄吉 | 西前頭10枚目   | 12勝3敗 | 荒汐部屋     | 中華人民共和国内モンゴル自治区 | 初受賞                           |
| 十両優勝     | 十両優勝     | 大栄翔勇人 | 西十両2枚目    | 12勝3敗 | 追手風部屋   | 埼玉県朝霞市                   | 初優勝                           |
| 幕下優勝     | 幕下優勝     | 石橋広暉   | 西幕下7枚目    | 7戦全勝 | 高砂部屋     | 富山県富山市                   |                                  |
| 三段目優勝   | 三段目優勝   | 武政進之介 | 西三段目16枚目 | 7戦全勝 | 阿武松部屋   | 高知県土佐清水市               |                                  |
| 序二段優勝   | 序二段優勝   | 錦富士隆聖 | 東序二段10枚目 | 7戦全勝 | 伊勢ヶ濱部屋 | 青森県十和田市                 | 翠富士との同部屋優勝決定戦に勝利 |
| 序ノ口優勝   | 序ノ口優勝   | 若山聡     | 西序ノ口16枚目 | 6勝1敗  | 阿武松部屋   | 千葉県勝浦市                   | 鳴滝との優勝決定戦に勝利         |

## トピック
- 7日目から横綱日馬富士が、右足の負傷のため途中休場。日馬富士の休場は横綱昇進以降では5回目。
- 7日目で横綱白鵬の横綱としての出場回数が819回となり、北の湖の記録を抜いて歴代単独1位となる。
- 11日目、前日までに5敗を喫していた横綱鶴竜が、2日目の松鳳山戦で左肩と首を痛め、頸椎の筋損傷と左肩鎖関節の脱臼で全治約1か月と診断されたとしてこの日から休場。鶴竜の休場は2016年名古屋場所以来3場所ぶり、2横綱同時休場となるのは2015年秋場所以来8場所ぶり。
- 12日目、角番の大関琴奨菊が関脇玉鷲に敗れ4勝8敗となり、2場所連続の負け越し、大関在位史上10位タイの32場所で関脇への降格が決定。大関からの降格は、2013年九州場所の琴欧洲以来16人（19例）目。
- 14日目、大関稀勢の里が逸ノ城を破り13勝1敗、唯一2敗だった横綱白鵬が貴ノ岩に敗れ11勝3敗となったため、稀勢の里の幕内最高優勝が決定。稀勢の里は初優勝で、大関在位31場所での初優勝は昭和以降では最も遅い。一方横綱白鵬は、横綱昇進後初めて4場所連続で優勝を逃した。
- 幕内最高優勝の稀勢の里は、場所後の1月23日に開かれた横綱審議委員会において全会一致で横綱に推挙され、それを受けて1月25日の番付編成会議・臨時理事会にて正式に横綱昇進が決定した。これにより日本出身力士として19年ぶりの新横綱となった。
- 御嶽海が技能賞受賞。出羽海部屋からの三賞および技能賞は、平成17年7月場所の普天王以来。
- 元十両飛翔富士が引退。